# Joan Littlewood
Joan Maud Littlewood (ur. 6 października 1914 w Londynie, zm. 20 września 2002 tamże) – brytyjska reżyser teatralna, jedna z tworzących nowoczesny teatr brytyjski lat 50. i 60. XX wieku, odrzucający tradycyjne formy teatralne na rzecz eksperymentalnych, założycielka grupy Theatre Workshop, kierującej się głównie do widza pochodzącego z klasy robotniczej. Jedna z założycielek East 15 Acting School.

## Życiorys

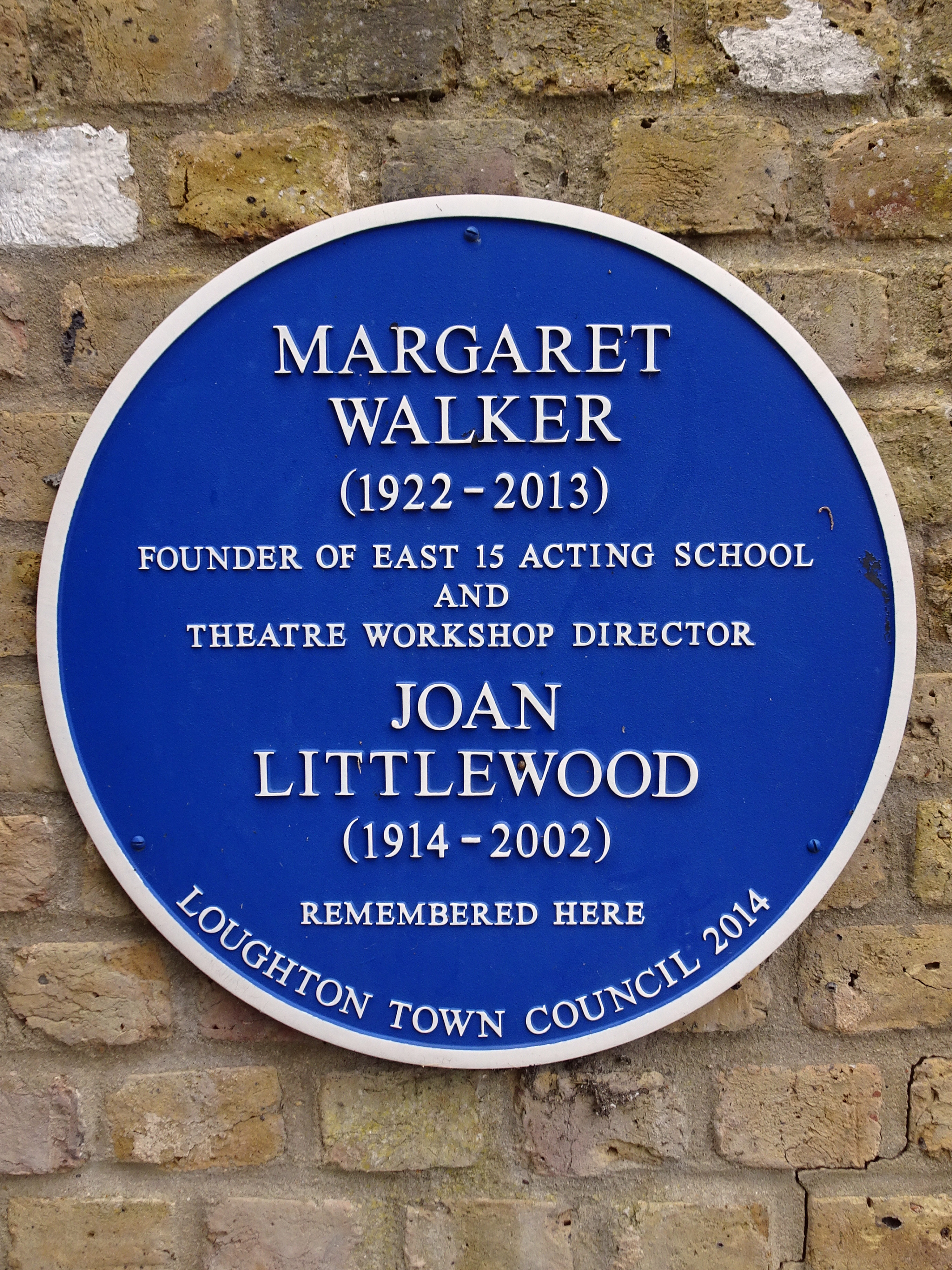
Tablica upamiętniająca założycielki East 15 Acting School odsłonięta w 2014 roku przez władze Loughton

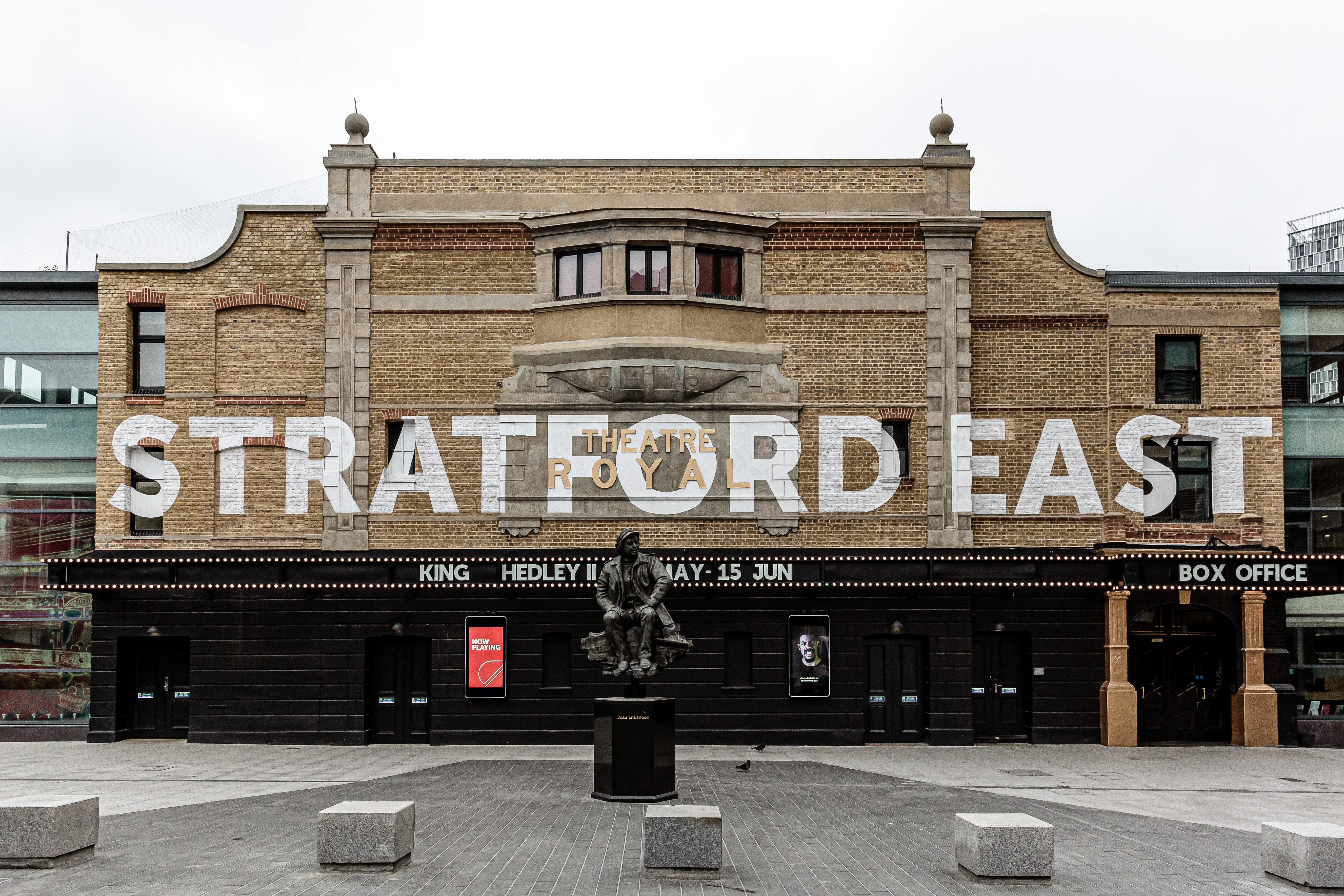
Pomnik Joan Littlewood przed The Royal Theatre Stratford, odsłonięty jesienią 2015 roku

Joan Littlewood urodziła się w londyńskim Stockwell. Wcześnie zainteresowała się teatrem, jeszcze jako nastolatka, uczennica szkoły prowadzonej przez zakonnice, wyreżyserowała własną wersję Makbeta. Użycie jako krwi Banka roztworu koszenili dało taki efekt, że przełożona zemdlała. Littlewood otrzymała stypendium i rozpoczęła studia w Royal Academy of Dramatic Art, lecz porzuciła je wkrótce i postanowiła pieszo wyruszyć do Liverpoolu, by wyjechać do Ameryki. Dotarła do Burton upon Trent, około 130 mil od Londynu, zanim się poddała. Dzięki czyjejś pomocy trafiła do Manchesteru, gdzie podjęła pracę w lokalnej rozgłośni BBC, następnie także w „Manchester Guardian”. Związała się ze śpiewakiem folkowym i artystą teatralnym Ewanem MacCollem (prawdziwe nazwisko Jimmie Miller), z którym w 1934 roku wspólnie założyli grupę teatralną Theatre of Action, zaś w 1936 roku Theatre Union. W tym czasie pobrali się.
Lewicowe przekonania Littlewood i Maccolla spowodowały, że w 1941 roku znaleźli się, na dwa lata, na „czarnej liście” BBC, jako wywrotowcy. Jednak już pod koniec wojny jej reputacja jako twórczyni teatralnej była ugruntowana. W 1945 roku przemianowali grupę na Theatre Workshop i rozpoczęli ośmioletnią podróż jako objazdowa trupa teatralna. Dołączyło wówczas do nich dwóch lewicujących nastolatków: Howard Goorney i Gerry Raffles. Pierwszy został wkrótce jednym z głównych aktorów, drugi zaś długoletnim partnerem Littlewood, która wkrótce rozwiodła się z MacCollem. Do 1953 roku trupa podróżowała nie tylko po Wielkiej Brytanii (występowali między innymi na jednych z pierwszych Edinburgh International Festival), ale też po Europie Zachodniej. W lutym 1953 roku powrócili na stałe do Londynu, gdzie wynajęli Theatre Royal w Stratfordzie. Ich pierwszym większym sukcesem była inscenizacja scenicznej adaptacji Przygód dobrego wojaka Szwejka (1955). Także w 1955 roku miała miejsce, wyreżyserowana przez Littlewood, brytyjska premiera Matki Courage i jej dzieci, w której zagrała również główną rolę. Jedna z wcześniej wyreżyserowanych sztuk, Volpone, odniosła sukces na międzynarodowym festiwalu w Paryżu.
Sztuki Littlewood zaczęły być wystawiane na West Endzie. Sukcesy odniosły: The Quare Fellow (1956) oraz The Hostage (Zakładnik, 1958) Brendana Behana, A Taste of Honey (Smak miodu) Shelagh Delaney (1958) czy musicale Fings Ain't Wot They Used T'be (1959) i Oh, What a Lovely War! (Rozkoszna wojna, 1963), który rok po premierze był wystawiany na Broadwayu, zaś w 1969 roku powstała jego filmowa adaptacja w reżyserii Richarda Attenborough. Oryginalny Theatre Workshop przestał istnieć w 1964 roku, odrodził się jednak pod kierownictwem Littlewood we wczesnych latach 70. Po śmierci swego partnera, Gerry'ego Rafflesa, w 1974 roku, ostatecznie porzuciła pracę zawodową i przeprowadziła się do Francji. Zaprzyjaźniła się z baronem Philippem Rothschildem, z którym pozostawała związana do jego śmierci w 1988 roku. Od czasu do czasu odwiedzała Wielką Brytanię. Zmarła w czasie jednej z takich wizyt w Londynie, 20 września 2002 roku.